# Dominique van Gent
Dominicus Josephus Maria (Dominique) van Gent (Schiedam, 20 augustus 1889 – Nijmegen, 10 februari 1981) was een Nederlands politicus. 
Hij werd geboren als zoon van Joannes Wilhelmus Maria van Gent (1847-1931, koopman) en Margaretha Josepha Maria Theresia Meijer (1846-1909). Aan het begin van zijn ambtelijke carrière was hij als ambtenaar werkzaam bij de gemeenten Raalte en Wijk aan Zee. Vervolgens was hij korte tijd gemeentesecretaris van Borkel en Schaft waarna hij in 1918 J. Hennes opvolgde als gemeentesecretaris van Akersloot. Twee jaar later werd Van Gent benoemd tot burgemeester van Nibbixwoud en in 1922 volgde zijn benoeming tot burgemeester van Schipluiden. Hij ging in 1954 met pensioen en overleed in 1981 op 91-jarige leeftijd. 